# مسجد السلطان عمر علي سيف الدين

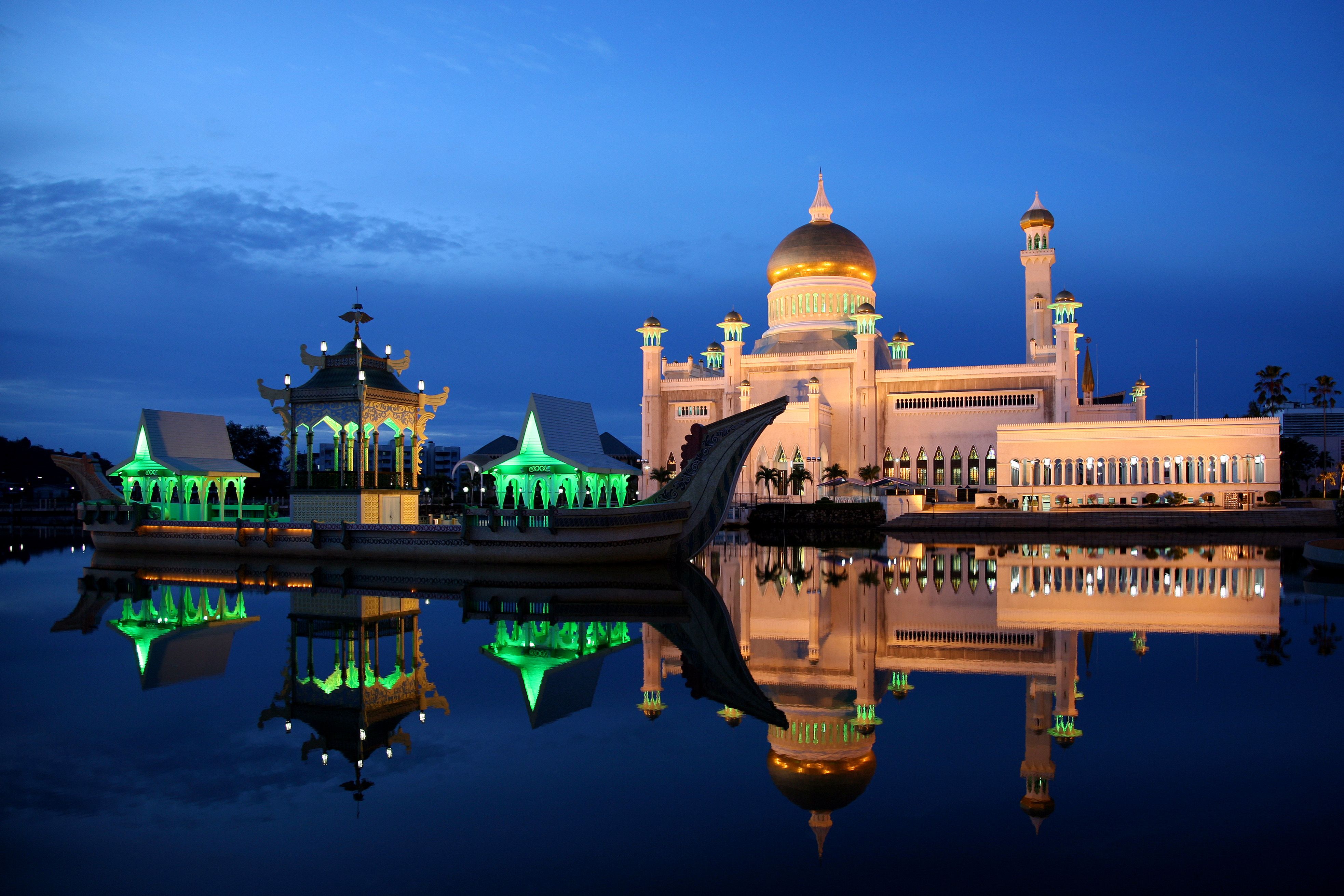
مسجد عمر علي سيف الدين في ليلة رمضانية من سنة شتنبر 2007

مسجد السلطان عمر علي سيف الدين مسجد ملكي يقع في بندر سري بكاوان، عاصمة سلطنة بروناي. تم بناءه في عام 1958. ويصنف بأنه المسجد الأول من حيث الطراز المعماري في منطقة آسيا والمحيط الهندي، والأكثر جذباًً للسياحة، وهو من المعالم المميزة لسلطنة بروناي. [هل المصدر موثوق به؟]. يعتبر المسجد من الرموز الإسلامية في بروناي، ويقع في العاصمة بندر سري بيكوان. وتم الانتهاء من بنائه عام 1958، ويعتبر أحد نماذج العمارة الإسلامية الحديثة.

## التسمية
سمي المسجد على اسم سلطان بروناي الثامن والعشرون عمر علي سيف الدين الثالث، الذي بادر في بنائه. 

## البناء
تعتبر العمارة في هذا المسجد مزيجاً من العمارة الإسلامية والعمارة الإيطالية. وقد تم تصميمه بواسطة معماري إيطالي، وتم بناءه على بحيرة صناعية بالقرب من ضفة نهر بروناي، حيث تحوطه المياه من كل جانب. ويتكون المسجد من بناء رخامي كبير ومجموعة من المآذن وقبة ذهبية وحديقة مليئة بها نافورة مياه. يحيط بالمسجد حديقة خضراء بها نباتات مزهرة. [بحاجة لمصدر]